# Ro.57 (航空機)
IMAM Ro.57
- 用途：戦闘機/急降下爆撃機
- 設計者：ジョヴァンニ・ガラッソ（Giovanni Galasso）
- 製造者：IMAM
- 生産数：50 - 75機
- 運用開始：1943年

Ro.57 は第二次世界大戦中にイタリアで生産された双発・単座の戦闘機である。当初は迎撃機として開発されたが、性能不足のため戦闘爆撃機や急降下爆撃機として少数が利用された。

## 概要
Ro.57は、1930年代中盤に双発長距離戦闘機の開発を目的に試作された機体で、メリディオナリ社（IMAM）としては初の双発大型機の製作であった。原型機は、1939年1月に初飛行した。前身であるロメオ社時代に設計が行われたために、型式名はRoという頭文字がついている。
Ro.57は、双発、単座の低翼機で洗練された外観を持っていた。しかし、全金属製の胴体に木製の主翼という木金混合の機体や、水平尾翼は胴体からの斜め支柱で支えられているなど、古典的な造りの部分もあった。尾輪は原型機では引き込み式であったが、構造上の問題で量産機では固定式になった。搭載されたエンジンが低出力だったことから最高速度は500km/hをかろうじて超える程度であり、その上12.7mm機銃2丁という武装は迎撃戦闘機としては物足りない性能であった。ただし、機体の構造強度は高く運動性能は優れていた。
Ro.57は性能的に物足りなかった為長らく試作状態だったが、戦争の進展に伴う全般的な機体不足から200機の製作発注が出された。しかし、後に発注はキャンセルされた為、完成機は50機程度である。完成機は1942年に迎撃部隊に配属されたが能力不足が明らかになったため、後に戦闘爆撃機や急降下爆撃機に転換され地上攻撃任務についた。地上攻撃型はRo.57bisと呼ばれ、機首下面に20mm機関砲2門を新たに搭載し胴体下面に500kg爆弾を懸吊できた。また、外翼下面にダイブブレーキを装備していた。

## 仕様
- 全長： 8.80 m[2]
- 全幅： 12.50 m[2]
- 全高： 2.90 m[1]
- 翼面積： 23.0 m2
- 全備重量： 4,055 kg
- エンジン： フィアット A.74 RC38 空冷星型14気筒 840 hp × 2[1][2]
- 最大速度： 516 km/h[2]
- 実用上限高度： 9,300 m
- 航続距離： 1,200 km[1]
- 武装
  - 12.7 mm機銃 × 2
  - 20 mm機関砲 × 2（戦闘爆撃機型）
  - 爆弾 500 kg（戦闘爆撃機型）
- 乗員： 1名[1]